# Куршавка
Куршавка — река в России, протекает в Прикубанском районе Карачаево-Черкесской республики и Андроповском районе Ставропольского края. Длина реки составляет 44 км, площадь водосборного бассейна 326 км².
Начинается к востоку от посёлка Мичуринского (севернее Кубанского водохранилища). От истока течёт на восток, затем поворачивает на север, пересекает Большой Ставропольский канал, течёт вдоль него на северо-запад. У села Курсавка поворачивает на восток. Устье реки находится в 96 км по правому берегу реки Суркуль между Курсавкой и Куршавой.
Основные притоки — ручьи в балках Кочевка (лв), Дунькина (лв), Глубокая (пр), речки Чумацкая (лв), Реданка (лв).

## Данные водного реестра
По данным государственного водного реестра России относится к Западно-Каспийскому бассейновому округу, водохозяйственный участок реки — Кума от истока до впадения реки Подкумок. Речной бассейн реки — Бессточные районы междуречья Терека, Дона и Волги.
Код объекта в государственном водном реестре — 07010000312108200001631.